# 黄希庭
黄希庭（1937年10月25日—），又名伯春，男，浙江温岭人，中国理论和发展心理学家，中国心理学会会士、终身成就奖获得者。